# 余國賓
余國賓（1543年—？），字叔賢，浙江衢州府西安縣人，民籍，明朝政治人物、進士出身。

## 生平
嘉靖四十年（1561年）辛酉科浙江鄉試第四十四名，后參加會試第一百八名。萬曆二年，登第二甲第二十五名進士。授刑部主事，升郎中。出知濟南府，十一年閏二月升山東副使，易州兵备道，遷本省參政，十六年閏六月升江西按察使，十七年六月升右布政使。著有《礼经正觉》、《诗丛集》、《文选删注》十二卷。

## 家族
曾祖父余誠，曾任縣丞；祖父余宗洪，曾任七品散官；父親余菃，曾任知縣。母陳氏。永感下。